# Karl W. Deutsch
Karl Wolfgang Deutsch (* 21. Juli 1912 in Prag, Österreich-Ungarn; † 1. November 1992 in Cambridge, USA) war ein aus der Tschechoslowakei stammender und in die USA übergesiedelter amerikanischer Sozial- und Politikwissenschaftler.
Er wirkte unter anderem als Professor in Yale und Harvard sowie am Internationalen Institut für Vergleichende Gesellschaftsforschung und am Wissenschaftszentrum Berlin für Sozialforschung. Bekannt wurde er durch seine vergleichenden Analysen politischer Prozesse, in denen Untersuchungen zum Prozess der Nationenbildung (nation building) und den nationalen Entwicklungsprozessen bis hin zu den internationalen Kommunikations- und Integrationsprozessen eine zentrale Rolle einnahmen. Deutsch war 1969/1970 Präsident der American Political Science Association (APSA) und von 1976 bis 1979 Präsident der International Political Science Association (IPSA).

## Leben
Deutschs Familie gehörte zur sudetendeutschen Minderheit in der Tschechoslowakei. Seine Mutter Marie Deutsch, eine Sozialdemokratin, war eine der ersten weiblichen Abgeordneten des tschechoslowakischen Parlaments (seit 1920), sein Vater war Optiker. In seiner Jugend gab es für Deutsch mehrere prägende Erfahrungen, die sich in seinen späteren Werken niederschlugen und seine Theorien bestimmten. Die Nationalitätenkonflikte in der noch jungen tschechoslowakischen Republik, die Auflösung der österreichisch-ungarischen Monarchie und auch der Aufstieg und die folgende Machtübernahme der Nationalsozialisten waren für Deutsch wichtige Schlüsselerlebnisse. Einen bedeutenden Einfluss hatte die politische Tätigkeit der Mutter. In einer Autobiographie (A Voyage of the mind 1930–1980) schrieb Deutsch, dass sein Interesse für die Politik zum ersten Mal im Alter von sechs Jahren geweckt wurde – auf den Wahlversammlungen seiner Mutter.
1931 absolvierte er das Deutsche Staatsrealgymnasium in Prag, 1934 erlangte er an der Deutschen Karl-Ferdinands-Universität in Prag seinen ersten akademischen Grad. Sein weiteres Studium an der inzwischen von Nationalsozialisten unterwanderten Universität musste Deutsch aufgrund seines Engagements in Anti-Nazi-Gruppierungen, zu denen er sich öffentlich bekannte, unterbrechen.
Er verließ die Tschechoslowakei und studierte angewandte Optik in England, bevor er wieder nach Prag zurückkehrte. Nun schrieb er sich jedoch an der tschechischsprachigen Karls-Universität an, wo er im Jahre 1938 seinen Doktor der Rechtswissenschaften (Dr. iur.) erlangte. Im selben Jahr reisten Deutsch und seine Frau Ruth zu einem antifaschistischen Kongress der sozialdemokratischen Partei in die USA. Während ihres Aufenthaltes in den Staaten ergaben sich auf dem europäischen Kontinent Ereignisse, die für Deutsch und seine Frau den Ausschlag gaben, nicht mehr aus den USA heimzukehren. Gemeint sind das Münchener Abkommen von September 1938 und die darauf folgende Annexion des Sudetenlandes durch das Deutsche Reich.
1939 begannen Deutsch und seine Frau ihr neues Leben in den Vereinigten Staaten. Deutsch erhielt ein Stipendium für Verfolgte des Naziregimes und studierte an der Harvard University. Ab Kriegseintritt der USA im Jahre 1942 arbeitete er für die amerikanische Regierung. Nach dem Zweiten Weltkrieg widmete sich Deutsch wieder seinem Studium in Harvard. Gleichzeitig lehrte er am MIT (Massachusetts Institute of Technology) und veröffentlichte eigene Artikel. 1951 wurde ihm der Doktorgrad der Harvard-Universität verliehen.
Seine Dissertation Nationalism and Social Communication erhielt 1951 den Sumner-Preis der Harvard University. Bereits hier ließ sich erkennen, welche Anschauungsweisen Deutsch auf Politik und Gesellschaft hatte. Im Jahr darauf, 1952, wurde Deutsch Professor für Geschichte und Politikwissenschaft am MIT (1952–1958).
Dies war der Beginn seiner Karriere in den USA. Weitere Stationen in seiner akademischen Laufbahn waren die Yale University 1958–1967 als Professor of Government, die Universität Harvard 1971–1983 als Professor of International Peace (Internationale Friedensforschung) sowie einige Gastprofessuren.
Von 1977 bis 1987 war er als Direktor am Internationalen Institut für Vergleichende Gesellschaftsforschung (IIVG) des Wissenschaftszentrum Berlin für Sozialforschung tätig, bevor er sich dann abschließend noch im Bereich der Friedensforschung an der Emory University in Atlanta beschäftigte.
1953 wurde Deutsch in die American Academy of Arts and Sciences gewählt, 1976 in die National Academy of Sciences.
Der promovierte Jurist Deutsch hatte zudem mehrere Ehrendoktorwürden erhalten.

## Werk

### Konzeption
Deutsch verfasste als Autor und Co-Autor 14 Bücher und über hundert Aufsätze.
Er arbeitete er fast immer interdisziplinär. Im Folgenden sollen drei der wichtigsten Theorien von Deutsch wiedergeben werden.
Deutsch untersuchte den Untergang alter Reiche und entwickelte dabei ein „Schichtkuchenmuster“. Die Kommunikation von einer sozialen Schicht zur nächsten wird nach unten hin immer schwächer. Es folgt eine totale Desintegration der untersten sozialen Schicht, weil sie in keiner Weise eine Möglichkeit zur Partizipation oder zur Mitsprache hat. Das macht das veraltete System anfällig für Angriffe von innen und von außen.
Entgegen der oben beschriebenen Desintegration beobachtete Deutsch in Europa die Entwicklung der „sozialen Mobilisierung“. Diese verlief in vier Phasen: Zunächst entstand eine Tauschökonomie in der Gesellschaft und später auch weltweit. Darauf folgten die Verstädterung und dadurch bessere Kommunikations- und Organisationsmöglichkeiten. Die dritte Phase, nämlich die Alphabetisierung der Massen, förderte das Selbstbewusstsein wie auch die Fähigkeiten der Bevölkerung auf verschiedenen Gebieten. Zuletzt wird eine Politisierung von Interessen und Wahrheiten beschrieben.
Als logische Folge seiner bisherigen Studien setzte sich Deutsch mit der möglichen Bildung von überstaatlichen, also supranationalen Institutionen auseinander, die er selbst als „Sicherheitsgemeinschaften“ betitelte. Die Bildung solcher Gemeinschaften schien ihm sinnvoll, da von wachsenden Nationen zwar mehr Leistung erbracht werden konnte, wenn man diese miteinander vernetzte, allerdings immer die Gefahr eines chauvinistischen und aggressiven Alleingangs einer einzelnen Nation bestand. Deutsch unterschied zwei Arten der Sicherheitsgemeinschaft:
Die „amalgamierte Sicherheitsgemeinschaft“ empfand er als wenig erfolgversprechend, da sie zu viele und zu komplizierte Voraussetzungen erforderte, so zum Beispiel die notwendige Vereinbarkeit der wesentlichen Werte – mehr und bessere Kommunikation, die Zunahme von politischen und vor allem administrativen Aufgaben jedes einzelnen Staates, die Mobilität von Personen und die Voraussagbarkeit der nächsten Handlungen eines jeden Akteurs innerhalb dieser Gemeinschaft. Die Nationen ihrerseits erwarteten einen ökonomischen Gewinn für alle. Die „amalgamierte Sicherheitsgemeinschaft“ beinhaltet somit die Bildung einer ganz neuen politischen Gemeinschaft. Die „pluralistische Sicherheitsgemeinschaft“ hingegen ist bescheidener in ihren Ansprüchen. Sie beschränkt sich auf die nötige Vereinbarkeit der wesentlichen Werte, eine gewisse Sensibilität und ein Verantwortungsgefühl gegenüber sozial Schwächeren und Minderheiten sowie die Voraussagbarkeit des Verhaltens eines jeden Akteurs innerhalb der Gemeinschaft. Allerdings kritisierte Deutsch immer, dass beide Arten der Sicherheitsgemeinschaften stark rückfallgefährdet seien.

### Wichtigste Werke
In seinem ersten Buch Nationalism and Social Communication (1953), das auch gleichzeitig seine Dissertation war und für das er 1951 den Harvard Sumner Preis erhielt, setzt sich Deutsch intensiv mit dem Aufkommen des Nationalsozialismus, seinen Wurzeln und Auswirkungen sowie generell mit den Themen Krieg und Rassismus auseinander.
In Nationalism and its Alternatives (1969) entwickelt Deutsch einen neuen Nationalismus-Begriff, der auf einer Gruppe von Menschen basiert, die schon immer die gleiche Art der Kommunikation, sprich Sprache, sowie die gleichen Wege der Kommunikation hatten.
Dabei griff er auf kybernetische Modellierungsmethoden zurück, die er bereits in seinem Buch Nerves of Government angewandt hatte. Darin untersuchte er unterschiedliche Arten der Kommunikation und Kontrolle mit Hilfe von kommunikativen Feedback-Prozessen. Deutsch behandelt aber auch in diesem Buch wieder die Arten der Kommunikation und Kontrolle innerhalb einer Gesellschaft und Organisationen. Er orientierte sich dabei an Fragen, etwa inwieweit der Grad der Kommunikation innerhalb und außerhalb eines Staates ein Anzeichen für die Entwicklung oder den Untergang eines Staates ist, oder ob man an der Anzahl der Institutionen, die Informationen und die allgemeine Kommunikation innerhalb eines Staates kontrollieren und beobachten sollen, die allgemeine Leistungsfähigkeit der Regierung ablesen kann. 
In dieser Tradition entstand wohl das Buch Germany Rejoins the Powers, in dem anhand von Datenerhebungen (wie der öffentlichen Meinung, der Wirtschaft und dem Hintergrund sozialer Schichten) der Nachkriegs-Fortschritts in Westdeutschland beschrieben wurde.

## Auszeichnungen
- 1951: Sumner-Preis Harvard
- 1977: Großer Sudetendeutscher Kulturpreis
- 1979: Internationaler Preis für Kommunikationsforschung
- 1982: Prix de Talloires
- 1982: Großes Bundesverdienstkreuz mit Stern
- 1983: Ehrendoktor der TU Berlin
- Weitere Ehrendoktorwürden

## Veröffentlichungen (Auswahl)
- Nationalism and Social Communication. An Inquiry into the Foundations of Nationality. New York 1953. Erweiterte Ausgabe 1966. Deutsche Ausgabe: Nationenbildung – Nationalstaat – Integration. Hrsg. von A. Ashkenasi und P. Schulze. Bertelsmann Universitätsverlag, Düsseldorf 1972.
- Political Community at the International Level. Problems of Definition and Measurement. Garden City (NY) 1954.
- An Interdisciplinary Bibliography on Nationalism, 1935–1953. Cambridge (Mass.) 1956.
- Political Community and the North Atlantic Area: International Organization in the Light of Historical Experience. New York 1957.
- The Nerves of Government. Models of Political Communication and Control. New York 1963; 2. Auflage 1966; deutsche Ausgabe: Politische Kybernetik. Modelle und Perspektiven. Verlag Rombach, Freiburg 1969.
- als Hrsg. mit William J. Foltz: Nation-Building. New York / London 1963.
- Arms Control and the Atlantic Alliance: Europe Faces Coming Policy Decisions. New York 1967.
- The Analysis of International Relations. Englewood Cliffs (New Jersey) 1968; revidierte Ausgabe: 1978.
- Nationalism and Its Alternatives. New York 1969.
- Die Schweiz als ein paradigmatischer Fall politischer Integration. 1976.
- Politics and Government. How People Decide Their Fate. Boston (Mass.) 1970; 3., revidierte und erweiterte Auflage: 1980.
- Tides Among Nations. New York 1979.
- mit Kochen: Decentralization. 1980.